# Andy Timmons
Andy Timmons (Evansville, 26 juli 1963) is een Amerikaans gitarist. Hij heeft gespeeld in diverse bands waaronder Danger Danger en de Andy Timmons Band. Timmons verzorgde meerdere gastoptredens tijdens G3 Tours met Joe Satriani. Hij geniet tevens bekendheid als sessiemuzikant. Zo heeft hij muziek opgenomen voor artiesten als Paula Abdul, Vanilla Ice, Olivia Newton-John en P!nk.

## Biografie
Andy Timmons begon gitaar te spelen toen hij vijf jaar was. Op dertienjarige leeftijd richtte hij zijn eerste band op. Hij haalde inspiratie uit het spel van Steve Lukather (Toto). Timmons studeerde klassieke en jazzgitaar waarna hij werk ging maken van een carrière als sessiemuzikant. Dit leidde tot een optreden met glam-metalband Danger Danger waar hij uiteindelijk vier jaar deel zou uitmaken van de bezetting. Ondertussen bleef hij actief als sessiemuzikant en tourde hij met bands waaronder Kiss.
Tegen 1993 had Timmons genoeg ervaring opgedaan in de muziekindustrie om als soloartiest verder te gaan. Zijn debuutalbum Ear x-tacy werd uitgebracht in 1994. Hij experimenteerde op zijn studioalbums met verschillende stijlen, variërend van rock tot psychedelische pop en blues. Hij groeide ondertussen uit tot een van de beste sessiemuzikanten en ging samenwerkingen aan, zowel in de studio als live, met Paul Stanley (Kiss), Kip Winger (Winger) en vele andere artiesten.
In 2020 verzorgde Timmons meer dan 65 livestreams via Stageit, tweemaal elke zaterdag. Hij startte hiermee vanwege de coronapandemie waardoor concerten niet door konden gaan. Op 5 december blikte hij tijdens de twee streams van die dag terug op de uitgave van het album Andy Timmons Band plays Sgt. Pepper (2011).

## Merkambassadeur
Timmons is ambassadeur van gitaarmerk Ibanez.  Het merk bouwde in 1999 de AT-100 SB in beperkte oplage; er zijn er ongeveer 300 van verkocht. In december 2008 werd een wereldwijde heruitgave aangekondigd op de website van Timmons. Later volgde het goedkopere model AT-10P dat in Indonesië is gebouwd. Hierop volgde een derde signature gitaar, de AT10RP-CLW.

## Discografie
- Ear x-tacy, 1994
- Ear x-tacy II, 1997
- Orange swirl, 1998
- And-thology: lost ear x-tacy tapes, 2001
- The spoken and the unspoken, 1999
- That was then, this is now, 2002
- Resolution, 2006
- Andy Timmons Band plays Sgt. Pepper, 2011
- Beach blanket ringo, 2015
- Live resolution, 2016
- Theme from a perfect world, 2016
- Electric Truth, 2022